# Marcel Loubens
Marcel Jean Firmin Loubens, né le 30 juin 1923 à Mazères-sur-Salat et mort le 14 août 1952 dans le gouffre de la Pierre-Saint-Martin, est un spéléologue français. Il est décédé dans un accident au cours d'une exploration.

## Biographie
Marcel Loubens fut très tôt passionné de spéléologie et dès l'âge de 13 ans, il voulut rencontrer Norbert Casteret. Ce souhait se réalisera en 1940, et Casteret l'encourage alors à prospecter le massif d'Arbas. Il pratique l'activité au sein d'un clan routier des Eclaireurs de France.[réf. nécessaire]
Il y découvre la même année un gouffre de première importance, la Henne Morte, qui sera un temps le plus profond de France. En 1943, au cours d'une exploration de la Henne Morte avec Casteret et Joseph Delteil, il est gravement blessé par la chute d'un bloc rocheux alors qu'il portait secours à un membre de l'équipe victime d'une chute. Il fallut 13 heures pour le remonter avec épaule et côtes fracturées.
Ces temps d'occupation nazie étaient peu propices à l'exploration scientifique, mais sa connaissance du massif servira la Résistance: il devient passeur de frontières entre la France et l'Espagne et s'engage dans le maquis des  Pétroles de Saint-Marcet, puis après son démantèlement, dans le maquis « Bidon V ». Lorsqu'il servait d'agent de liaison, il se cachait chez Casteret ou chez la mère de Casteret à Saint-Gaudens. À la libération, il est nommé sous-lieutenant et fait partie des témoins en faveur de Casteret accusé de collaboration à la suite d'une dénonciation calomnieuse.
En 1946-1947, il guide l'imposante équipe mobilisée pour l'exploration de la Henne Morte et qui en atteindra le siphon terminal à la profondeur record de −446 m.
Par la suite, il rejoint l'équipe du physicien Max Cosyns qui explore le plateau calcaire du massif de la Pierre-Saint-Martin. Il prospecte alors les Gorges de Kakouetta, résurgence du système hydrologique local, le gouffre Fertel, celui de l'Escuret... En 1951, en compagnie d'Haroun Tazieff, il dépasse les −500 m dans le gouffre de la Pierre-Saint-Martin que Georges Lépineux et Jacques Labeyrie avaient découvert l'année précédente.
Lors de l'expédition de 1952 dans le gouffre de la Pierre-Saint-Martin, par la faute d'un défaut de conception du treuil, il fait une chute aux pieds de Tazieff et décède sans avoir pu être ramené à la surface.
Il avait une femme et un fils et dirigeait une petite fabrique de papier et matières plastiques.

## L'accident de la Pierre-Saint-Martin
En 1952, Cosyns met sur pied une grande expédition pour s'attaquer à nouveau au gouffre,. Marcel Loubens y retrouve José Bidegain, Norbert Casteret, Delteil, le cinéaste Jacques Ertaud, Jacques Labeyrie, Georges Lépineux, Haroun Tazieff, Jacques Moreau, le docteur Mairey, Giuseppe Occhialini, et Jacques Theodor.
Elle part du proche village de Sainte-Engrâce pour rejoindre l'entrée à 1 750 m d'altitude où ils sont accueillis par les carabiniers espagnols à cause d'un litige territorial concernant le gouffre.
La descente prévue pour durer 10 jours doit reprendre l'exploration à partir de la rivière découverte par Loubens dans la salle qu'il avait atteinte à −505 m. Afin que l'équipe de fond soit plus nombreuse et dispose de plus de matériel, ils ne rapportent pas l'épuisant treuil artisanal mû par pédalier utilisé l'année précédente, mais un treuil électrique conçu par Cosyns et fabriqué par une usine belge. Il permet de descendre directement les 320 m du puits d'entrée à l'aide d'un filin d'acier avec une âme téléphonique. Son fonctionnement sera en permanence laborieux et émaillé de petites pannes.
Le 13 août, après 96 heures de séjour, Loubens qui était descendu le premier, est épuisé et préfère remonter pour laisser sa place à un membre de l'équipe de surface. À 9 h, accompagné de Haroun Tazieff et Jacques Labeyrie pour filmer sa remontée, il s'accroche au câble du treuil et se laisse haler avec son chargement jusqu'au sommet de l'éboulis à la base du puits. Avant qu'il n'entame l'ascension, la poulie du treuil se désaxe et Loubens doit se décrocher pour permettre la réparation. À 10 h, Loubens peut se pendre à nouveau au câble et est treuillé à 10 m de hauteur d'où il commande par téléphone une pause pour les prises de vues. Il tente d'allumer les torches au magnésium que lui a confié Tazieff mais doit renoncer à cause de la pluie permanente qui règne à cet endroit. Il salue ses compagnons puis demande l'activation du treuil.
C'est alors que le serre-câble qui boucle l'extrémité du filin se rompt et le harnais de parachutiste de Loubens se décroche. Il tombe aux pieds des deux spéléologues effarés et dévale les blocs de l'éboulis sur 30 m. Quand Tazieff et Labeyrie le rejoignent, il a sombré dans un coma dont il ne sortira jamais. Avec l'aide d'Ochialini (dernier membre de l'équipe de fond) et d'une toile de tente transformée en hamac, ils le déplacent sur une plate-forme horizontale entre le puits et le bivouac puis le couvrent de sacs de couchage.

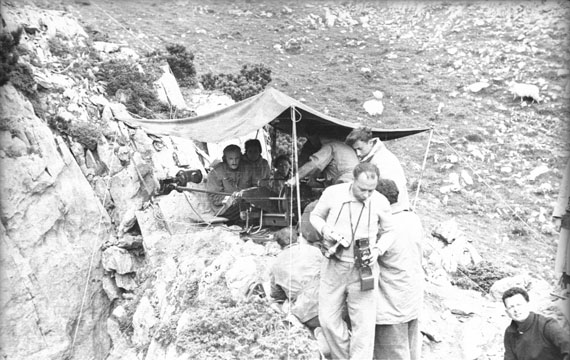
Max Cosyns aux commandes du treuil, le jour de l'accident de Loubens.

L'alerte est donnée, les Espagnols organisent une caravane de secours et les gendarmes de Mauléon montent un central de communication avec la vallée. L'équipe de surface s'affaire de longues heures à réparer le câble. Malgré une tempête qui venait de se lever, des dizaines de volontaires accourent des villages voisins pour assister les secours et aident à la récupération de matériel parachuté par l'armée. Des scouts lyonnais qui étaient affectés à l'exploration des gouffres voisins, descendent à l'échelle par les parois du puits pour assister la remontée de la civière. Entre-temps, ils sont dépassés par le docteur Mairey (treuillé au bout du filin cette fois équipé de trois serre-câbles) qui rejoint environ 24 heures après l'accident le fond du gouffre avec la civière. Il constate l'état désespéré du polyfracturé, son verdict tombe : « fichu ». Il réduira tout de même sa fracture ouverte du coude pour tenter de le remonter. Vers 22 h, alors qu'il est préparé pour son retour à la surface, immobilisé sur la civière et perfusé de plasma, Marcel Loubens émet un gémissement, puis rend son dernier souffle et décède.
Considérant que la remontée improvisée de ce qui n'était maintenant plus qu'un cadavre aurait fait courir trop de risques aux participants, il est décidé de l'inhumer sur place.
Après le départ d'Ochialini et Labeyrie, Mayrey et Tazieff qui ne devaient remonter que le lendemain, décident de poursuivre tous deux l'exploration chère à Loubens. Au-delà du passage où ils avaient rebroussé chemin la veille de l'accident, ils découvrirent une grande salle et suivirent une large galerie où coulait la rivière tant espérée. Ils baptisèrent la salle du nom du défunt.
Pendant ce temps, un prêtre espagnol, président d'un club spéléo, était venu faire une prière d'absoute. Après la sortie des deux derniers spéléologues, le 19 août, les curés de Sainte-Engrâce et d'Arette se rendent sur place pour célébrer un office religieux.
L'évènement a été largement médiatisé, il fut notamment couvert par le reporter Georges de Caunes. Cette publicité apporta un nouvel éclairage sur la spéléologie alors peu connue.

## Le retour de la dépouille
En août 1953, Robert J. Lévi dirige une nouvelle expédition à l'assaut du gouffre. Cette fois-ci, ils sont équipés d'un nouveau treuil conçu par Corentin Queffélec, ingénieur en fabrication d'engins de levage et passionné de spéléologie. Casteret, intime de Loubens et unanimement reconnu comme le plus expérimenté, descend en premier suivi par Mairey. Malgré l'imposante mobilisation de moyens, ils constatèrent qu'il n'était pas possible de remonter la dépouille de Loubens en toute sécurité. L'expédition se concentra alors sur l'exploration qui les amena à la gigantesque salle de la Verna et à la profondeur record de 737 m.
Lépineux prépare pour août 1954 l'expédition qui devra remonter la dépouille de Loubens, à laquelle participeront les protagonistes du drame. Jacques Theodor refusa de s'y joindre en respect pour la volonté exprimée par Loubens de son vivant, de ne pas être ramené s'il devait périr sous terre. L'expédition est à nouveau accueillie par les carabiniers censés veiller à ce qu'en dehors du retour du corps, aucune exploration ne soit entreprise dans le gouffre juridiquement attribué au territoire espagnol (en fait, loin de leurs regards, les spéléologues découvriront la branche amont du réseau souterrain). Dans le même registre, les autorités spirituelles espagnoles lancèrent un interdit sur l'opération.
Le 8, Norbert Casteret descend cette fois encore en premier. L'équipe reçoit le container en aluminium fabriqué par le lycée professionnel de Bagnères-de-Bigorre. Le 10, le corps de Loubens est installé dans le container au pied du puits. Les spéléologues incinérèrent sur place les restes de la sépulture.
Le 12, ils sont rejoints sous terre par l'abbé Attout qui célèbre alors une messe qui restera la plus profonde de l'histoire. Le 14 à 17 heures 30, le treuil finit par arracher les 150 kg de charge et le cercueil entama une ascension émaillée de nombreuses difficultés et qui durera une dizaine d'heures. Casteret interrompra cette opération à la date anniversaire du décès de Loubens pour une minute de silence.
L'importante couverture médiatique de ce retour contribua encore un peu plus à la vulgarisation de la spéléologie et associa définitivement à Loubens l'image du martyr de cette discipline.
Marcel Loubens est cité à l'ordre de la nation en ces termes :

« Animé par une passion toute désintéressée pour la spéléologie, n'a cessé depuis sa jeunesse d'y consacrer ses plus belles qualités d'esprit de découverte et de courage. Après de nombreuses explorations de cavernes et de périlleuses descentes, a entrepris, avec de valeureux compagnons, en août 1952, l'exploration particulièrement dangereuse du gouffre de la Pierre Saint-Martin, et y a trouvé une mort glorieuse au service de la science. »

Dans le gouffre, à l'endroit du bivouac, fut écrite l'épitaphe :

« Ici Marcel Loubens a vécu les derniers jours de sa vie courageuse »

Marcel Loubens repose au cimetière de Mazères-sur-Salat.
Son nom a été donné à de nombreuses rues et voies, ainsi qu'à plusieurs bâtiments publics et bien sûr à d'innombrables salles de grottes. Un gouffre porte son nom en Italie.
Il a également donné son nom à l'aphaenops loubensi, coléoptère endémique de la grotte de La Verna.